# Mountainbike-orientering
Mountainbike-orientering (MTBO) er en gren af  orienteringssporten, hvor kortlæsning og udfordringer ved vejvalg kombineres med fart og teknik på en cykel.
MTBO er en af fire discipliner i international orientering.  De andre er fod-orientering (FOD-O), præcisionsorientering (PRÆ-O) og ski-orientering (SKI-O). Herudover udøves orienteringssporten også i organiseret form i kajak og som bilorientering. Denne artikel har fokus på MTBO.

## MTBO kort fortalt
Mountainbike-orienteringsrytterne (herefter rytterne) får i forbindelse med starten af et MTBO-løb udleveret et kort, hvor der er indtegnet et antal kontrolposter. Rytterne skal ud fra kortet finde og registrere posterne i nummerrækkefølge hurtigst muligt. Til registrering af om rytteren har været ved posterne, bruge rytterne en elektronisk enhed (brik).
Posterne er ude i terrænet markeret med en trefløjet orange/hvid skærm, og de er i MTBO placeret på stier og veje, så rytterne kommer rundt på kryds og tværs i løbsområdet. Rytterne må dog kun køre på de stier og veje, der er indtegnet på kortet, samt på grus- og parkeringsarealer. De må altså ikke køre tværs igennem terrænet – medmindre der er givet en speciel tilladelse hertil.
Der er ingen afmærkninger i terrænet eller indtegnede ruter på kortet, der kan hjælpe rytterne med at finde vej. Det er derfor op til den enkelte rytter at finde vej til posterne ud fra en vurdering af, hvad der er hurtigst. Ved de fleste stræk i et MTBO-løb – fra en post til den næste post – vil der være flere vejvalgsmuligheder, hvor det er op til rytterne at foretage det bedste valg. 
I den mest basale form skal rytterne vurdere, om det på et givent stræk kan betale sig at køre en forholdsvis lang rute på stier af god beskaffenhed, eller om det bedre kan betale sig at køre et kortere stræk ad måske små stier, hvor der er relativt større stigninger. 
I MTBO er det altså ikke posternes placering, der er den store udfordring. Det er derimod kompleksiteten i, at rytterne skal finde en balancere mellem at aflæse kortet, foretage hurtige vejvalg og ikke mindst aflæse terrænet samtidig med, at de holder et højt tempo uden at begå orienteringsmæssige fejl.
I MTBO konkurreres der i fem discipliner. Der findes tre individuelle discipliner (sprint, mellem- og langdistance) og to discipliner med fælles start (massestart og stafet). Ved de individuelle discipliner starter rytterne med et tidsinterval på 1-3 minutter til den efterfølgende rytter. Ved de individuelle distancer er vinderen den rytter, der har brugt mindst tid på at komme fra start til mål og har fundet og registreret alle kontrolposter i den rigtige rækkefølge. Ved massestart og stafet, hvor rytterne starter samlet, vinder den rytter i massestart henholdsvis holdets sidste-rytter i stafet, som kommer først over målstregen og har fundet og registreret alle poster i den rigtige rækkefølge.

## Organisation
I Danmark er orienteringssporten hovedsagelig organiseret i Dansk Orienterings-Forbund (DOF), der er tilknyttet Danmarks Idrætsforbund (DIF). 
DOF står for afvikling af danmarksmesterskaberne (DM) i såvel FOD-O, MTBO som PRÆ-O. Der arrangeres dog også MTBO andre steder. Fx indgår MTBO undertiden som et led i adventure races.
Internationalt er orienteringssporten tilknyttet Det Internationale Orienteringsforbund (på engelsk: International Orienteering Federation (IOF)). IOF har nedsat en række kommissioner, der udstikker retningslinjer for de forskellige typer af orientering. Herunder styrer IOF verdensranglisten, udstikker retningslinjer for afholdelse af verdensmesterskaber og World Cup.
På basis af det internationale reglement for MTBO udstikker DOF vejledninger og retningslinjer for afholdelse af MTBO-løb i Danmark.

## Historik
MTBO i Danmark: Det første officielle MTBO-løb i Danmark blev afholdt i Grib Skov d. 7. juni 2003 – de primære resultater findes ikke længere. Siden har der hvert år været afholdt DM på langdistancen bortset fra 2020, hvor det blev aflyst på grund af restriktioner i forbindelse med Corona. I perioden 2009-2015 blev der også afholdt stafetter. Fra 2016 blev mellemdistancen implementeret, og sprintdistancen kom på programmet i 2019.
Verdensmesterskabet i mountainbike-orientering (VM) blev første gang afholdt i Fontainebleau i Frankrig i 2002. Herefter har det været afholdt hvert år, bortset fra 2020, hvor det blev aflyst. Siden starten af afholdelsen af VM og frem til 2022 har der i gennemsnit deltaget MTBO-ryttere fra 25 nationer – fraset 2021, hvor der kun var ryttere fra 16 lande. I 2019 afholdt Danmark VM for senior- og junioreliten i Viborg og omegn.
Seniorverdensmesterskaberne har det officielle navn ’World Mountainbike Orienteering Championships’ (WMTBOC), og juniorverdensmesterskaberne betegnes ’Junior World Mountainbike Orienteering Championships’ (JWMTBOC).
Europamesterskabet i mountainbike-orientering (EM) er blevet afholdt fra 2006. Det første EM i MTBO blev afholdt ved den polske by Warszawa. Siden har det været afviklet i årene 2007, 2008, 2009, 2011, 2013, 2015. Fra 2017 har det været afviklet hvert år – dog ikke i 2020, hvor det blev aflyst. Siden starten af afholdelsen af EM og frem til 2022 har der i gennemsnit deltaget MTBO-ryttere fra 20 nationer. I 2009 afholdt Danmark EM i MTBO for senioreliten i Nordsjælland.
Senioreuropamesterskaberne har det officielle navn ’European Mountainbike Orienteering Championships’ (EMTBOC), mens junioreuropamesterskaberne betegnes ’European Junior Mountainbike Orienteering Championships’ (EJMTBOC).

## Discipliner
Ved VM i MTBO konkurreres der i fem discipliner: lang, mellem, sprint, massestart og stafet.  Mens der ved EM konkurreres i 3-5 af de fem discipliner. Gennem årene har stafetterne ved EM vekslet mellem tre forskellige typer: stafet (for mænd henholdsvis kvinder) samt sprint-stafet og mixed stafet (i mixede teams). I Danmark afvikles MTBO i konkurrenceformaterne lang, mellem, sprint og stafet.
Det skal bemærkes, at i henhold til IOFs reglement for afvikling af MTBO skal løbene primært tilrettelægges på basis af de forventede vindertider. Der er således ikke krav om, hvor langt et MTBO-løb skal være i antal km. Løbenes længde varierer derfor afhængig af eksempelvis antal højdemeter, antal poster og terrænets beskaffenhed (fx små knoldede stier versus brede grusveje).
De fem discipliner i MTBO og deres kendetegn er beskrevet efterfølgende – først i teksten og efterfølgende er de opsummeret i et skema.  
Sprinten er den korteste distance i MTBO. På sprintdistancen testes rytternes evne til at læse og oversætte kortet i komplekse løbsområder samtidig med, at de skal planlægge og gennemføre vejvalg i høj hastighed. Dette kræver rytternes fulde koncentration gennem hele løbet. Sprint-konkurrencer bliver ofte afholdt i byer, industrielle distrikter og/eller parkområder.
Den estimerede vindertid er 20-25 minutter for elitens seniorklasser M21 (mænd på 21 år eller ældre) og W21 (kvinder på 21 år eller ældre) og 16-20 minutter for ungdomsklasserne (M20 og W20). 
Rytterne kører individuelt og starter typisk med 1-2 minutters mellemrum til konkurrenterne. Den rytter, der bruger mindst tid på at komme fra start til mål og har registreret alle kontrolposter i den rigtige rækkefølge, vinder.
Mellemdistancen er kendetegnet ved svær teknisk orientering, der kræver konstant koncentration i forhold til kortlæsning og lejlighedsvise ændringer i kørselsretningen. På mellemdistancen bliver rytterne udfordret af, at de skal være i stand til at tilpasse farten til de forskellige stiers og vejes beskaffenhed. Mellemdistancen afholdes for det meste i et skovterræn med et tæt stinet og stier og veje af forskellige kategorier.
På mellemdistancen er den estimerede vindertid 50-55 minutter for eliten (N21 og W21) og 40-44 minutter for juniorrytterne (M20 og W20). 
Rytterne kører individuelt og starter typisk med 1-2 minutters mellemrum til konkurrenterne. Rytteren, der bruger mindst tid på at komme fra start til mål og har registreret alle posterne i den rigtige rækkefølge, vinder.
Langdistancen er den længste disciplin i MTBO. Langdistancen afholdes ofte i skovområder med et kuperet og krævende terræn. På langdistancen testes rytternes evne således i forhold til at træffe og gennemføre effektive vejvalg, læse og fortolke kortet under et langt og fysisk krævende løb. På nogle stræk i løbet skal rytterne kunne mestre teknisk svær orientering svarende til mellemdistancen. 
De estimerede vindertider er 105-115 minutter for eliten (M21 og W21) og 84-92 minutter for juniorrytterne (M20 og W20). 
Rytterne kører individuelt og starter typisk med 3 minutters mellemrum til konkurrenterne. Rytteren, der bruger mindst tid på at komme fra start til mål og har registreret alle posterne i den rigtige rækkefølge, vinder.
Massestarten: Rytterne starter samlet, deraf navnet massestart. Den rytter, der kommer først over målstregen og har registreret kontrolposterne i den rigtige rækkefølge, har vundet. Massestarten er både fysisk og orienterings-teknisk udfordrende. Konkurrencen afholdes for det meste i et skovklædt terræn med et relativt tæt stinet og stier og veje af forskellig beskaffenhed for dermed at udfordre rytternes vejvalg.
I massestarter gør arrangørerne brug af ’gaflinger’. Det er en metode til at sprede rytterne, så de ikke blot følger efter hinanden uden selv at orientere og fortage aktive vejvalg. Metoden går ud på at, det ikke er alle ryttere, der skal køre til kontrolposterne i samme rækkefølge. Når rytterne har fuldført løbet, vil de imidlertid have kørt de samme stræk samlet set. 
De estimerede vindertider er 75-85 minutter for eliten (M21 og W21) og 60-68 minutter for juniorrytterne (M20 og W20). 
Stafet: Ved stafet kører to eller flere holddeltagere et på hinanden følgende individuelt løb. Udfordringen for rytterne er bl.a., at de skal kunne håndtere den tætte kontakt til rytterne fra de andre hold.  Ved stafetter er der også gaflinger, hvilket betyder, at rytterne ligesom i massestarten ikke blot kan følge efter en forankørende rytter. Når rytterne har fuldført løbet, vil holdet samlet set have kørt de samme stræk som de konkurrerende hold. Konkurrencen afholdes sædvanligvis i et område med et tæt stinet med stier og veje af forskellige beskaffenhed. De estimerede gennemsnitlige vindertider for hver rytter på et hold er 40-45 minutter (total 125-135 minutter) for eliten (M21 og W21) og 35-40 minutter for juniorrytterne (M20 og W20) (total 105-120 minutter).
Oversigtskema over discipliner
I det efterfølgende oversigtsskema er de fem discipliner (sprint, mellem, lang, massestart og stafet) opsummeret i forhold til sværhedsgrad ved vejvalg henholdsvis orientering (kortlæsning), løbets profil, terræn, antal lange/korte delstræk og deres længde, tidsinterval mellem starterne samt estimerede vindertider jf. IOF’s reglement henholdsvis det danske reglement fra DOF.
| Oversigt over discipliner i mountainbike-orientering: Sværhedsgrad, profil, terræn, antal delstræk, startinterval og vindertider | Oversigt over discipliner i mountainbike-orientering: Sværhedsgrad, profil, terræn, antal delstræk, startinterval og vindertider | Oversigt over discipliner i mountainbike-orientering: Sværhedsgrad, profil, terræn, antal delstræk, startinterval og vindertider | Oversigt over discipliner i mountainbike-orientering: Sværhedsgrad, profil, terræn, antal delstræk, startinterval og vindertider | Oversigt over discipliner i mountainbike-orientering: Sværhedsgrad, profil, terræn, antal delstræk, startinterval og vindertider | Oversigt over discipliner i mountainbike-orientering: Sværhedsgrad, profil, terræn, antal delstræk, startinterval og vindertider |
| Opsummering | Sprint | Mellem | Lang | Massestart | Stafet |
| --- | --- | --- | --- | --- | --- |
| Sværhedsgrad ved vejvalg | Lav-mellem | Mellem-høj | Høj | Mellem-høj | Høj og mellem |
| Sværhedsgrad i orienteringen (kortlæsning)                                                                                       | Høj Krav om konstant kontakt med kortet                                                                                          | Mellem-høj Teknisk krævende orientering                                                                                          | Lav-mellem | Mellem-høj Teknisk krævende orientering                                                                                          | Mellem-høj |
| Profil | Meget høj fart og krav om rytterens fulde koncentration                                                                          | Teknisk krævende | Kræver fysisk udholdenhed Tester rytterens evne til at planlægge og gennemføre effektive vejvalg                                 | Fysisk og teknisk krævende Ansigt til ansigt                                                                                     | Holdkonkurrence Formatet er mere tilsvarende mellem- end langdistancen                                                           |
| Terræn | Meget tæt stinet Skovklædt område og/eller bymæssigt område/park                                                                 | Tæt stinet Ikke bymæssigt (for det meste skovklædt) område                                                                       | Ikke bymæssigt (for det meste skovklædt) område Hårdt, krævende Helst kuperet                                                    | Tæt stinet Ikke bymæssigt (for det meste skovklædt) område                                                                       | Tæt stinet med forskellige kategorier af stier/veje                                                                              |
| Antal lange delstræk (længde i km)                                                                                               | 1-2 (0,8-2 km) | 2-4 (1-3 km) | De fleste (1-4 km) | 4-6 (1-3 km) | Som sprint/mellem |
| Antal korte delstræk | De fleste | De fleste | 3-5 | De fleste | Som sprint/mellem |
| Tidsinterval mellem starterne | 2 minutter (kan evt. reduceres til 1 minut med forbehold for godkendelse heraf)                                                  | 2 minutter | 3 minutter | Massestart (fælles start) | Massestart (fælles start) |
| Estimerede vindertider for M21/W21 jf. IOF's reglement.                                                                          | 20-25 minutter | 50-55 minutter | 75-85 minutter | 105-115 minutter | 40-45 minutter (total 120-135 minutter)                                                                                          |
| Estimerede vindertider for M21/W21 jf. DOF's reglement.                                                                          | 25 minutter | 60 minutter | 110 minutter | Ikke aktuel | 40 minutter (total 130 minutter)                                                                                                 |

## Orienteringskort
I MTBO benyttes der et særligt MTBO-kort med en kortnorm, hvor de for MTBO så vigtige detaljer er fremhævet. Fx er stier og veje markeret på MTBO-kort ud fra deres beskaffenhed i forhold til fremkommelighed (bredde og mulig hastighed). Herudover er forhindringer, der kræver afstigning af cyklen, markeret på kortet.
IOF udstikker retningslinjer for de signaturer, der skal bruges ved korttegningen og markering af posterne på kortet.  Det betyder, at rytterne i princippet kan deltage i MTBO-løb i andre lande uden at skulle vænne sig til andet end terrænet.
MTBO-kortene er sædvanligvis i målestoksforholdet mellem 1:5.000 og 1:15.000. 
I den efterfølgende oversigtstabel fremgår det hvilke kort, der anvendes i de forskellige discipliner.
| Målestoksforholdet for de forskellige discipliner i mountainbike-orientering | Målestoksforholdet for de forskellige discipliner i mountainbike-orientering |
| Disciplin                                                                    | Størrelsesforhold                                                            |
| ---------------------------------------------------------------------------- | ---------------------------------------------------------------------------- |
| Sprint                                                                       | 1:5.000 eller 1:7.500                                                        |
| Mellem                                                                       | 1:7.500 eller 1:10.000                                                       |
| Lang                                                                         | 1:10.000, 1:12.500 eller 1:15.000                                            |
| Massestart                                                                   | 1:7.500 eller 1:10.000                                                       |
| Stafet                                                                       | 1:7.500 eller 1:10.000                                                       |

I Danmark får de ryttere, der er 50 år eller ældre, udleveret kort i størrelsesforholdet 1:7.500 på mellemdistancen og ved stafetter; mens de på langdistancen får udleveret kort i størrelsesforholdet 1:10.000.

## Påklædning og udstyr
Påklædningen er fri.
Cyklen skal alene drives af pedalkraft. Rytterne skal afslutte konkurrencen med den samme cykelramme, som de startede på.
Den foretrukne cykel i MTBO er en mountainbike, der er beregnet til terrænkørsel; men enhver cykel kan bruges. Klik-pedaler og hertil hørende cykelsko bruges af konkurrence-ryttere med henblik på at opnå en konstant kraftoverførsel under hele pedalens bevægelse.
Hjelm En godkendt cykelhjelm skal bæres under hele løbet ifølge reglementet for MTBO.
Kompas Rytterne må ikke benytte andre hjælpemidler til at finde vej end kompas og det udleverede kort. Rytterne må altså gerne medbringe GPS-udstyr, forudsat at det ikke har et display, der kan vise kort eller kan bruges til navigation.
Kortholder På styret af cyklen har konkurrence-rytterne monteret en drejbar kortholder. Kortet kan monteres under et gennemsigtigt plastikdækken, som beskytter det mod snavs og vand. Rytteren kan således vende kortet og læse det, mens den pågældende rytter kører. 
Tidstagningsenhed Ved internationale og større danske konkurrencer har rytterne en touch-free elektronisk tidstagningsenhed på finger eller underarm, som kan registrere dem, når de passerer posterne. Ved internationale konkurrencer må rytterne kun benytte de systemer, der er godkendt jf. reglementet.
Reparationsværktøj Rytterne må medbringe værktøj og reservedele under konkurrencen, men de må ikke bruge andet end det, de selv eller en konkurrent medbringer (undtagen i en af arrangørerne udpeget udstyrszone). Rytterne må ikke på noget tidspunkt modtage assistance fra fx en træner – hverken i udstyrszonen eller under konkurrencen i øvrigt.

## Konkurrencer

### Danmarksmesterskaber
Ved MTBO inddeles rytterne i klasser efter alder, køn og orienteringsteknisk niveau. Banernes sværhedsgrad udtrykkes ved en farvekode. Grøn (begynder), gul (mellemsvær) og blå/sort (svær), hvor blå baner er lige så svære som sorte, men de er afpasset, så ældre ryttere ikke skal køre i meget fysisk krævende terræn. 
Mesterskaberne udskrives kønsopdelt, og de er opdelt i følgende alderskategorier og sværhedsgrader, som det fremgår af den efterfølgende tabel.
| Orienteringsteknisk sværhedsgrad for baner i mountainbike-orientering fordelt på køn og aldersgrupper | Orienteringsteknisk sværhedsgrad for baner i mountainbike-orientering fordelt på køn og aldersgrupper | Orienteringsteknisk sværhedsgrad for baner i mountainbike-orientering fordelt på køn og aldersgrupper |
| Herreklasser                                                                                          | Dameklasser                                                                                           | Sværhedsgrad                                                                                          |
| --- | --- | --- |
| H/D-12                                                                                                | D/H-12                                                                                                | Grøn – Begynder                                                                                       |
| H-14                                                                                                  | D-14                                                                                                  | Gul – Mellemsvær                                                                                      |
| H-17                                                                                                  | D-17                                                                                                  | Sort – Svær                                                                                           |
| H-20 (Junior)                                                                                         | D-20 (Junior)                                                                                         | Sort – Svær                                                                                           |
| H21 (Elite)                                                                                           | D21 (Elite)                                                                                           | Sort – Svær                                                                                           |
| H40-                                                                                                  | D40-                                                                                                  | Sort – Svær                                                                                           |
| H50-                                                                                                  | D50-                                                                                                  | Sort – Svær                                                                                           |
| H60-                                                                                                  | D60-                                                                                                  | Sort – Svær                                                                                           |
| H70-                                                                                                  | D70-                                                                                                  | Blå – Svær                                                                                            |
| H75-                                                                                                  | D75-                                                                                                  | Blå – Svær                                                                                            |
| H80-                                                                                                  | D80-                                                                                                  | Blå – Svær                                                                                            |
| H85*                                                                                                  | | Blå – Svær                                                                                            |
| Note: * Klasser for ældre deltagere skal oprettes, hvis der er ønske om deltagelse i disse klasser.   | | |

Resultater fra afholdte danske mesterskaber i MTBO kan søges fra 2004 og frem på DOF’s hjemmeside. Alternativt på hjemmesiderne for de klubber, der har afholdt mesterskabet. 

### Verdensmesterskaber
De danske MTBO-ryttere har vundet en række verdensmesterskaber i MTBO – både senior-eliten og junior-eliten. Deres resultater er beskrevet efterfølgende.
Senior-eliten: I perioden 2007-2011 har de danske MTBO-ryttere i senior-eliten i alt vundet syv verdensmesterskaber. Kvinderne har vundet én guldmedalje på langdistancen (2011) og én på kvindernes stafet (2010); mens mændene har vundet én guldmedalje på mellemdistancen (2009), to på sprintdistancen (2007 og 2008) samt to på herrernes stafet (2008 og 2011). 
I perioden 2017-2024 har de danske ryttere fra senior-eliten vundet ni verdensmesterskaber. For mændenes vedkommende er det blevet til en guldmedalje på langdistancen; mens kvinderne tre gange har vundet guld på henholdsvis langdistancen (2021, 2023 og 2024) og på massestarten (2018, 2022 og 2024), én gang på mellemdistancen (2022) og to gange på stafetten (2021 og 2024). 
U23: I 2022 afholdt IOF for første gang U23-verdensmesterskab. Der blev afviklet to discipliner: Langdistance og sprint. På langdistancen blev det til et U-23 verdensmesterskab blandt kvinderne.
Junior-eliten: I perioden 2017-2021 har de danske ryttere fra junior-eliten i alt vundet 12 junior-verdensmesterskaber. I 2019 vandt kvinderne tre guldmedaljer på henholdsvis massestarten, mellemdistancen og stafetten. I 2021 vandt mændene guld i alle fem discipliner: Lang, mellem, sprint, massestart og stafet. Mens det for mændenes vedkommende er blevet til yderligere to guldmedaljer i 2019 (massestart og sprint) og to i 2017 (lang og massestart). Endelig har junior-rytterne også vundet guld på langdistancen og mændenes stafet i 2011.
Danske seniorverdensmestre
Nedenfor ses først en tabel med de danske seniorverdensmestre, U23-verdensmestre (unge under 23 år) og derefter en med de danske juniorverdensmestre.  Tabellerne er fordelt på årstal, sted (by og land), disciplin, køn (mænd henholdsvis kvinder), navn(e) og referencer. 
| Danske seniorverdensmestre i mountainbike-orientering fordelt på år, sted (by og land), disciplin og køn | Danske seniorverdensmestre i mountainbike-orientering fordelt på år, sted (by og land), disciplin og køn | Danske seniorverdensmestre i mountainbike-orientering fordelt på år, sted (by og land), disciplin og køn | Danske seniorverdensmestre i mountainbike-orientering fordelt på år, sted (by og land), disciplin og køn | Danske seniorverdensmestre i mountainbike-orientering fordelt på år, sted (by og land), disciplin og køn | Danske seniorverdensmestre i mountainbike-orientering fordelt på år, sted (by og land), disciplin og køn |
| År | Sted | Disciplin                                                                                                | Køn | Navn(e)                                                                                                  | Reference                                                                                                |
| --- | --- | --- | --- | --- | --- |
| 2024 | Shumen, Bulgarien                                                                                        | Lang | Kvinder                                                                                                  | Nikoline Splittorff                                                                                      | [ 13 ]                                                                                                   |
| 2024 | Shumen, Bulgarien                                                                                        | Lang | Kvinder                                                                                                  | Nikoline Splittorff                                                                                      | [ 14 ]                                                                                                   |
| 2024 | Shumen, Bulgarien                                                                                        | Stafet                                                                                                   | Kvinder                                                                                                  | Cæcilie Rueløkke Christoffersen Nikoline Splittorff Camilla Søgaard                                      | [ 15 ]                                                                                                   |
| 2023 | Jičín, Tjekkiet                                                                                          | Lang | Kvinder                                                                                                  | Nikoline Splittorff                                                                                      | [ 16 ]                                                                                                   |
| 2022 | Falun, Sverige                                                                                           | Massestart                                                                                               | Kvinder                                                                                                  | Camilla Søgaard                                                                                          | [ 17 ]                                                                                                   |
| 2022 | Falun, Sverige                                                                                           | Mellem                                                                                                   | Kvinder                                                                                                  | Nikoline Splittorff                                                                                      | [ 18 ]                                                                                                   |
| 2021 | Kuortane, Finland                                                                                        | Lang | Kvinder                                                                                                  | Camilla Søgaard                                                                                          | [ 19 ]                                                                                                   |
| 2021 | Kuortane, Finland                                                                                        | Stafet                                                                                                   | Kvinder                                                                                                  | Cæcilie Rueløkke Christoffersen Nikoline Splittorff Camilla Søgaard                                      | [ 20 ]                                                                                                   |
| 2018 | Zwettl, Østrig                                                                                           | Massestart                                                                                               | Kvinder                                                                                                  | Camilla Søgaard                                                                                          | [ 21 ]                                                                                                   |
| 2017 | Vilnius, Litauen                                                                                         | Lang | Mænd | Rasmus Søgaard                                                                                           | [ 22 ]                                                                                                   |
| 2011 | Vicenza, Italien                                                                                         | Lang | Kvinder                                                                                                  | Rikke Kornvig                                                                                            | [ 23 ]                                                                                                   |
| 2011 | Vicenza, Italien                                                                                         | [Stafet                                                                                                  | Mænd | Bjarke Refslund Lasse Brun Pedersen Erik Skovgaard Knudsen                                               | [ 24 ]                                                                                                   |
| 2010 | Montalegre, Portugal                                                                                     | Stafet                                                                                                   | Kvinder                                                                                                  | Ann-Dorthe Lisbygd Line Brun Stallknecht Rikke Kornvig                                                   | [ 25 ]                                                                                                   |
| 2009 | Ben Shermen, Israel                                                                                      | Mellem                                                                                                   | Mænd | Torbjørn Gasbjerg                                                                                        | [ 26 ]                                                                                                   |
| 2008 | Ostróda, Polen                                                                                           | Sprint                                                                                                   | Mænd | Lasse Brun Pedersen                                                                                      | [ 27 ]                                                                                                   |
| 2008 | Ostróda, Polen                                                                                           | Stafet                                                                                                   | Mænd | Lasse Brun Pedersen Torbjørn Gasbjerg Søren Strunge                                                      | [ 27 ]                                                                                                   |
| 2007 | Nové Mesto na Môravê, Tjekkiet                                                                           | Sprint                                                                                                   | Mænd | Torbjørn Gasbjerg                                                                                        | [ 28 ]                                                                                                   |

Danske U23-verdensmestre
| Danske U-23 verdensmestre i mountainbike-orientering fordelt på år, sted (by og land), disciplin og køn | Danske U-23 verdensmestre i mountainbike-orientering fordelt på år, sted (by og land), disciplin og køn | Danske U-23 verdensmestre i mountainbike-orientering fordelt på år, sted (by og land), disciplin og køn | Danske U-23 verdensmestre i mountainbike-orientering fordelt på år, sted (by og land), disciplin og køn | Danske U-23 verdensmestre i mountainbike-orientering fordelt på år, sted (by og land), disciplin og køn | Danske U-23 verdensmestre i mountainbike-orientering fordelt på år, sted (by og land), disciplin og køn |
| År | Sted | Disciplin                                                                                               | Køn | Navn(e)                                                                                                 | Reference                                                                                               |
| --- | --- | --- | --- | --- | --- |
| 2022 | Momino, Bulgarien                                                                                       | Lang | Kvinder                                                                                                 | Nikoline Splittorff                                                                                     | [ 29 ]                                                                                                  |

Danske juniorverdensmestre
| Danske juniorverdensmestre i mountainbike-orientering fordelt på år, sted (by og land), disciplin og køn | Danske juniorverdensmestre i mountainbike-orientering fordelt på år, sted (by og land), disciplin og køn | Danske juniorverdensmestre i mountainbike-orientering fordelt på år, sted (by og land), disciplin og køn | Danske juniorverdensmestre i mountainbike-orientering fordelt på år, sted (by og land), disciplin og køn | Danske juniorverdensmestre i mountainbike-orientering fordelt på år, sted (by og land), disciplin og køn | Danske juniorverdensmestre i mountainbike-orientering fordelt på år, sted (by og land), disciplin og køn |
| År | Sted | Disciplin                                                                                                | Køn | Navn(e)                                                                                                  | Reference                                                                                                |
| --- | --- | --- | --- | --- | --- |
| 2021 | Kuortane, Finland                                                                                        | Lang | Mænd | Morten Örnhagen Jørgensen                                                                                | [ 30 ]                                                                                                   |
| 2021 | Kuortane, Finland                                                                                        | Massestart                                                                                               | Mænd | Morten Örnhagen Jørgensen                                                                                | [ 31 ]                                                                                                   |
| 2021 | Kuortane, Finland                                                                                        | Mellem                                                                                                   | Mænd | Morten Örnhagen Jørgensen                                                                                | [ 32 ]                                                                                                   |
| 2021 | Kuortane, Finland                                                                                        | Sprint                                                                                                   | Mænd | Mikkel Brunstedt Nørgaard                                                                                | [ 33 ]                                                                                                   |
| 2021 | Kuortane, Finland                                                                                        | Stafet                                                                                                   | Mænd | Noah Tristan Hoffmann Mikkel Brunstedt Nørgaard Morten Örnhagen Jørgensen                                | [ 34 ]                                                                                                   |
| 2019 | Viborg, Danmark                                                                                          | Massestart                                                                                               | Mænd | Thomas Steinthal                                                                                         | [ 35 ]                                                                                                   |
| 2019 | Viborg, Danmark                                                                                          | Massestart                                                                                               | Kvinder                                                                                                  | Nikoline Splittorff                                                                                      | [ 35 ]                                                                                                   |
| 2019 | Viborg, Danmark                                                                                          | Mellem                                                                                                   | Kvinder                                                                                                  | Nikoline Splittorff                                                                                      | [ 36 ]                                                                                                   |
| 2019 | Viborg, Danmark                                                                                          | Sprint                                                                                                   | Mænd | Thomas Steinthal                                                                                         | [ 37 ]                                                                                                   |
| 2019 | Viborg, Danmark                                                                                          | Stafet                                                                                                   | Kvinder                                                                                                  | Christine Reibert Hansen Annika Henriksen Nikoline Splittorff                                            | [ 38 ]                                                                                                   |
| 2017 | Vilnius, Litauen                                                                                         | Lang | Mænd | Thomas Steinthal                                                                                         | [ 22 ]                                                                                                   |
| 2017 | Vilnius, Litauen                                                                                         | Lang | Mænd | Thomas Steinthal                                                                                         | [ 39 ]                                                                                                   |
| 2011 | Vicenza, Italien                                                                                         | Lang | Mænd | Andreas Proschowsky Kornvig                                                                              | [ 40 ]                                                                                                   |
| 2011 | Vicenza, Italien                                                                                         | Stafet                                                                                                   | Mænd | Rasmus Søgaard Andreas Bergmann Andreas Proschowsky                                                      | [ 41 ]                                                                                                   |

### Europamesterskaber
De danske MTBO-ryttere har også vundet en række guldmedaljer ved europamesterskaberne i MTBO.  Nedenfor ses to tabeller med henholdsvis de danske senioreuropamestre og de danske junioreuropamestre.  Tabellerne er fordelt på årstal, sted (by og land), disciplin, køn (mænd henholdsvis kvinder), navn(e) og referencer. 
Danske senioreuropamestre
| Danske senioreuropamestre i mountainbike-orientering fordelt på år, sted (by og land), disciplin og køn | Danske senioreuropamestre i mountainbike-orientering fordelt på år, sted (by og land), disciplin og køn | Danske senioreuropamestre i mountainbike-orientering fordelt på år, sted (by og land), disciplin og køn | Danske senioreuropamestre i mountainbike-orientering fordelt på år, sted (by og land), disciplin og køn | Danske senioreuropamestre i mountainbike-orientering fordelt på år, sted (by og land), disciplin og køn | Danske senioreuropamestre i mountainbike-orientering fordelt på år, sted (by og land), disciplin og køn |
| År | Sted | Disciplin                                                                                               | Køn | Navn(e)                                                                                                 | Reference                                                                                               |
| --- | --- | --- | --- | --- | --- |
| 2024 | Ostróda, Polen                                                                                          | Lang | Kvinder                                                                                                 | Nikoline Splittorff                                                                                     | [ 42 ]                                                                                                  |
| 2024 | Ostróda, Polen                                                                                          | Sprint                                                                                                  | Kvinder                                                                                                 | Nikoline Splittorff                                                                                     | [ 43 ]                                                                                                  |
| 2023 | Loulé, Portugal                                                                                         | Massestart                                                                                              | Kvinder                                                                                                 | Nikoline Splittorff                                                                                     | [ 44 ]                                                                                                  |
| 2023 | Loulé, Portugal                                                                                         | Mellem                                                                                                  | Kvinder                                                                                                 | Camilla Søgaard                                                                                         | [ 45 ]                                                                                                  |
| 2022 | Ignalina, Litauen                                                                                       | Sprint                                                                                                  | Kvinder                                                                                                 | Camilla Søgaard                                                                                         | [ 46 ]                                                                                                  |
| 2021 | Abrantes, Portugal                                                                                      | Lang | Kvinder                                                                                                 | Camilla Søgaard                                                                                         | [ 47 ]                                                                                                  |
| 2021 | Abrantes, Portugal                                                                                      | Mellem                                                                                                  | Kvinder                                                                                                 | Nikoline Splittorff                                                                                     | [ 48 ]                                                                                                  |
| 2019 | Wroclaw, Polen                                                                                          | Massestart                                                                                              | Kvinder                                                                                                 | Camilla Søgaard                                                                                         | [ 49 ]                                                                                                  |
| 2017 | Orléans, Frankrig                                                                                       | Lang | Mænd | Rasmus Søgaard                                                                                          | [ 50 ]                                                                                                  |
| 2011 | Leningrad, Rusland                                                                                      | Lang | Mænd | Erik Skovgaard Knudsen                                                                                  | [ 51 ]                                                                                                  |
| 2011 | Leningrad, Rusland                                                                                      | Mellem                                                                                                  | Mænd | Erik Skovgaard Knudsen                                                                                  | [ 51 ]                                                                                                  |
| 2011 | Leningrad, Rusland                                                                                      | Sprint                                                                                                  | Mænd | Erik Skovgaard Knudsen                                                                                  | [ 51 ]                                                                                                  |
| 2009 | Nordsjælland, Danmark                                                                                   | Lang | Mænd | Lasse Brun Pedersen                                                                                     | [ 52 ]                                                                                                  |
| 2009 | Nordsjælland, Danmark                                                                                   | Mellem                                                                                                  | Mænd | Erik Skovgaard Knudsen                                                                                  | [ 53 ]                                                                                                  |
| 2009 | Nordsjælland, Danmark                                                                                   | Mellem                                                                                                  | Kvinder                                                                                                 | Rikke Kornvig                                                                                           | [ 53 ]                                                                                                  |
| 2009 | Nordsjælland, Danmark                                                                                   | Stafet                                                                                                  | Mænd | Allan Jensen Claus Stallknecht Bjarke Refslund                                                          | [ 53 ]                                                                                                  |
| 2008 | Nida, Litauen                                                                                           | Lang | Mænd | Lasse Brun Pedersen                                                                                     | [ 54 ]                                                                                                  |
| 2008 | Nida, Litauen                                                                                           | Mellem                                                                                                  | Mænd | Lasse Brun Pedersen                                                                                     | [ 54 ]                                                                                                  |
| 2008 | Nida, Litauen                                                                                           | Stafet                                                                                                  | Mænd | Allan Jensen Erik Skovgaard Knudsen Lasse Brun Pedersen                                                 | [ 54 ]                                                                                                  |
| 2007 | Toscana, Italien                                                                                        | Sprint*                                                                                                 | Mænd | Lasse Brun Pedersen                                                                                     | [ 55 ]                                                                                                  |
| Note: * Uofficiel.                                                                                      | | | | | |

Danske junioreuropamestre
| Danske junioreuropamestre i mountainbike-orientering fordelt på år, sted (by og land), disciplin og køn | Danske junioreuropamestre i mountainbike-orientering fordelt på år, sted (by og land), disciplin og køn | Danske junioreuropamestre i mountainbike-orientering fordelt på år, sted (by og land), disciplin og køn | Danske junioreuropamestre i mountainbike-orientering fordelt på år, sted (by og land), disciplin og køn | Danske junioreuropamestre i mountainbike-orientering fordelt på år, sted (by og land), disciplin og køn | Danske junioreuropamestre i mountainbike-orientering fordelt på år, sted (by og land), disciplin og køn |
| År | Sted | Disciplin                                                                                               | Køn | Navn(e)                                                                                                 | Reference                                                                                               |
| --- | --- | --- | --- | --- | --- |
| 2021 | Abrantes, Portugal                                                                                      | Lang | Mænd | Mikkel Brunstedt Nørgaard                                                                               | [ 56 ]                                                                                                  |
| 2021 | Abrantes, Portugal                                                                                      | Sprint                                                                                                  | Mænd | Mikkel Brunstedt Nørgaard                                                                               | [ 57 ]                                                                                                  |
| 2019 | Breitenbrunn, Tyskland                                                                                  | Lang | Kvinder                                                                                                 | Nikoline Splittorff                                                                                     | [ 58 ]                                                                                                  |
| 2019 | Breitenbrunn, Tyskland                                                                                  | Mellem                                                                                                  | Kvinder                                                                                                 | Nikoline Splittorff                                                                                     | [ 59 ]                                                                                                  |
| 2019 | Breitenbrunn, Tyskland                                                                                  | Sprint                                                                                                  | Mænd | Thomas Steinthal                                                                                        | [ 60 ]                                                                                                  |
| 2019 | Breitenbrunn, Tyskland                                                                                  | Sprint                                                                                                  | Kvinder                                                                                                 | Nikoline Splittorff                                                                                     | [ 60 ]                                                                                                  |
| 2019 | Breitenbrunn, Tyskland                                                                                  | Stafet                                                                                                  | Mænd | Noah Tristan Hoffmann Mikkel Brunstedt Nørgaard Thomas Steinthal                                        | [ 61 ]                                                                                                  |
| 2019 | Breitenbrunn, Tyskland                                                                                  | Stafet                                                                                                  | Kvinder                                                                                                 | Birka Øhlenschlæger Nielsen Annika Henriksen Nikoline Splittorff                                        | [ 61 ]                                                                                                  |
| 2018 | Budapest, Ungarn                                                                                        | Lang | Mænd | Thomas Steinthal                                                                                        | [ 62 ]                                                                                                  |
| 2018 | Budapest, Ungarn                                                                                        | Lang | Mænd | Thomas Steinthal                                                                                        | [ 63 ]                                                                                                  |
| 2018 | Budapest, Ungarn                                                                                        | Sprint                                                                                                  | Mænd | Thomas Steinthal                                                                                        | [ 64 ]                                                                                                  |
| 2017 | Orléans, Frankrig                                                                                       | Lang | Mænd | Thomas Steinthal                                                                                        | [ 50 ]                                                                                                  |
| 2017 | Orléans, Frankrig                                                                                       | Sprint                                                                                                  | Mænd | Thomas Steinthal                                                                                        | [ 65 ]                                                                                                  |

### World Cup
World Cuppen i MTBO er en serie elite-konkurrencer i MTBO arrangeret af IOF. Den første officielle Verdenscup-serie blev arrangeret i 1999. 
World Cuppen afgøres gennem et pointsystem. Frem til 2023 fik de 35 bedste ryttere i hvert enkelt stævne i henholdsvis dame- og herreklassen point efter følgende system: 60, 50, 45, 40, 36, 33, 30, 28, 27, 26, 25, 24, …, 3, 2, 1 point (reglementet er ikke længere offentligt tilgængeligt).
Med virkning fra 2023 er pointsystemet ændret, så et større antal ryttere får point samtidig med at vinderne af et stævne får 100 point, hvor de tidligere fik 60 point. Fra 2023 får de bedste 40 ryttere i hvert stævne i henholdsvis dame- og herreklassen point efter deres placering, se nedenstående tabel.
| Pointtildeling efter placering i World Cuppen i mountainbike-orientering | Pointtildeling efter placering i World Cuppen i mountainbike-orientering | Pointtildeling efter placering i World Cuppen i mountainbike-orientering | Pointtildeling efter placering i World Cuppen i mountainbike-orientering | Pointtildeling efter placering i World Cuppen i mountainbike-orientering | Pointtildeling efter placering i World Cuppen i mountainbike-orientering | Pointtildeling efter placering i World Cuppen i mountainbike-orientering | Pointtildeling efter placering i World Cuppen i mountainbike-orientering | Pointtildeling efter placering i World Cuppen i mountainbike-orientering | Pointtildeling efter placering i World Cuppen i mountainbike-orientering | Pointtildeling efter placering i World Cuppen i mountainbike-orientering | Pointtildeling efter placering i World Cuppen i mountainbike-orientering | Pointtildeling efter placering i World Cuppen i mountainbike-orientering | Pointtildeling efter placering i World Cuppen i mountainbike-orientering | Pointtildeling efter placering i World Cuppen i mountainbike-orientering | Pointtildeling efter placering i World Cuppen i mountainbike-orientering | Pointtildeling efter placering i World Cuppen i mountainbike-orientering | Pointtildeling efter placering i World Cuppen i mountainbike-orientering | Pointtildeling efter placering i World Cuppen i mountainbike-orientering |
| Placering                                                                | 1                                                                        | 2                                                                        | 3                                                                        | 4                                                                        | 5                                                                        | 6                                                                        | 7                                                                        | 8                                                                        | 9                                                                        | 10                                                                       | 11                                                                       | 12                                                                       | 13                                                                       | 14                                                                       | 15-37                                                                    | 38                                                                       | 39                                                                       | 40                                                                       |
| ------------------------------------------------------------------------ | ------------------------------------------------------------------------ | ------------------------------------------------------------------------ | ------------------------------------------------------------------------ | ------------------------------------------------------------------------ | ------------------------------------------------------------------------ | ------------------------------------------------------------------------ | ------------------------------------------------------------------------ | ------------------------------------------------------------------------ | ------------------------------------------------------------------------ | ------------------------------------------------------------------------ | ------------------------------------------------------------------------ | ------------------------------------------------------------------------ | ------------------------------------------------------------------------ | ------------------------------------------------------------------------ | ------------------------------------------------------------------------ | ------------------------------------------------------------------------ | ------------------------------------------------------------------------ | ------------------------------------------------------------------------ |
| Point                                                                    | 100                                                                      | 80                                                                       | 60                                                                       | 50                                                                       | 45                                                                       | 40                                                                       | 37                                                                       | 35                                                                       | 33                                                                       | 31                                                                       | 30                                                                       | 29                                                                       | 28                                                                       | 27                                                                       | ...                                                                      | 3                                                                        | 2                                                                        | 1                                                                        |

Tre danskere har vundet den samlede World Cup i MTBO.
Nikoline Splittorff IOFs har to gange vundet den samlede World Cup i MTBO for kvinder (i 2024 og i 2023). I begge år indgik de syv bedste resultater fra ni World Cup-løb afholdt i tre lande. I 2024 fik Nikoline Splittorff 640 point af 700 mulige point, mens hun i 2023 fik 560 point af 700 point. 
I 2022 vandt Camilla Søgaard som den første danske kvinde IOF’s samlede World Cup i MTBO for kvinder. I 2022 indgik de seks bedste resultater fra otte World Cup-løb afholdt i tre lande. Hun fik 340 point af 360 mulige point.
Erik Skovgaard Knudsen vandt i både 2010 og 2011 den samlede World Cup i MTBO for mænd. I 2010 indgik de syv bedste resultater fra ti World Cup-løb afholdt i fire lande – her fik han 335 point af 420 mulige point. 
I 2011 indgik de syv bedste resultater ud af 11 løb, der blev afholdt i fire lande. Dette år fik han 410 point af 420 mulige point.

## Varianter af MTBO
Ved konkurrencer i MTBO tilstræbes det, at rytternes evne til at orientere sig med kortet får størst muligt betydning. Der lægges derfor vægt på at give rytterne det bedst mulige kort, et teknisk varieret løb og mindst mulig indflydelse fra konkurrencens andre ryttere. Der er dog udviklet en anden type løb. 
Pointløb: MTBO kan fx køres som pointløb, hvor der som oftest køres i 90 minutter. Her gælder det for deltagerne om at nå så mange poster som muligt. Modsat traditionel MTBO, skal posterne ikke tages i en bestemt rækkefølge.
Herudover skal rytterne ved nogle pointløb besvare spørgsmål med givne svarmuligheder ved hver post. Ved at svare rigtig kan deltage optjene ekstra point.